# Anundsvägen
Anundsvägen är en villagata vid den östra delen av Norra Ängby i Stockholm. Gatan är cirka 400 meter lång och gränsar till Råcksta. Det denna gata är mest känd för är att Storbritanniens drottning Elizabeth II var på besök under 1950-talet.

Från Anundsvägens mittpunkt är det cirka 850 meter till tunnelbanestation Islandstorget och cirka 740 meter till tunnelbanestation Råcksta.

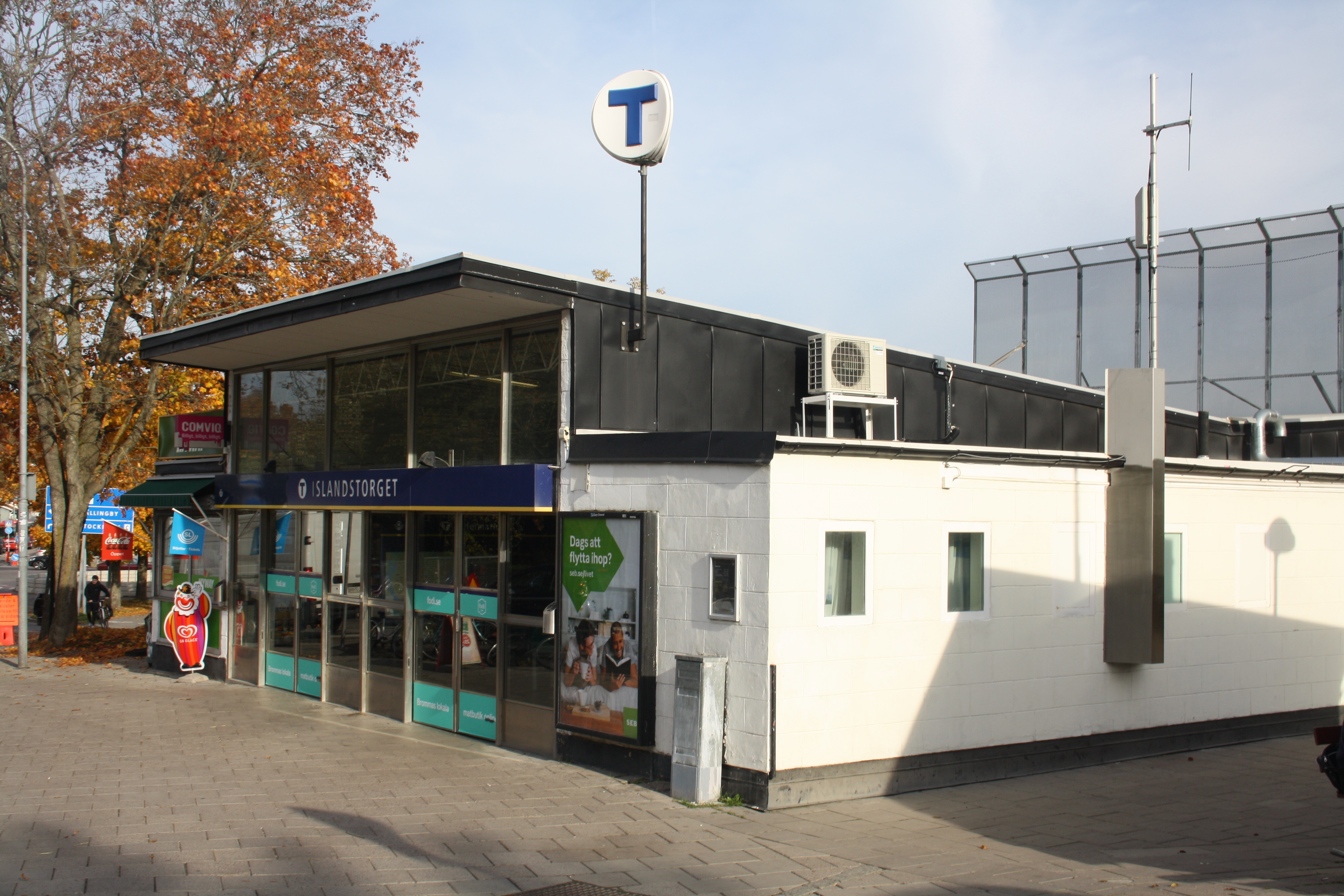
Islandstorgets tunnelbanestation

På Anundsvägen 12 ligger Västanvind ur och skur, där går det ungefär 24 barn och på förskolan anser att man ska vara utomhus så mycket som möjligt.

## Radhusen

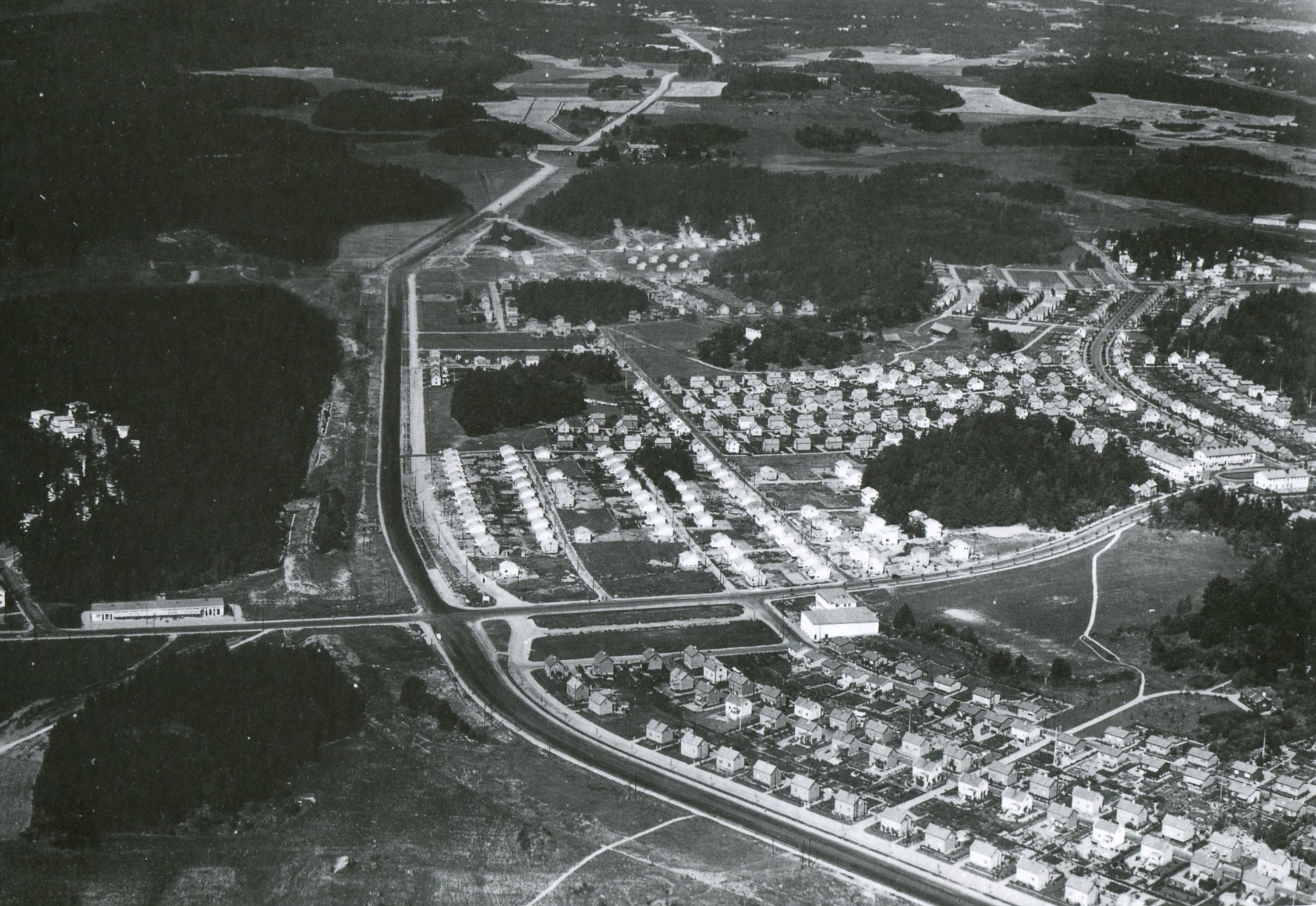
Fotografi från 1930 över Norra Ängby.

I Norra Ängby finns det bara fyra delområden med radhus och Anundsvägen är ett av dem. 
Bebyggelsen av Norra Ängby skedde åren 1933–1945 och bland alla dessa hus byggdes även radhus. Husen som kom att skapas var Självbyggeri vilket betyder att den blivande husägaren inte kommer att betala någon kontantinsats, utan utför ett eget byggarbete på sitt hus, motsvarande 10 procent av byggkostnaden.

## Garagen
Anundsvägen är den enda gatan i Norra Ängby som har ett garageområde och det finns 32 platser. Garagen står i 4 separata rader som alla riktar sig mot varandra; i mitten finns det en bit med gräs, buskar och ett träd. Det finns även mattor av gräs som omringar två sidor av garageraderna; dessa platser av gräs och annat grönt klipps under sommaren av Stockholms kommun eller av dem som bor och använder garagen. Garagen är byggda i trä och har två distinkta färger: ljusblått och gult vilket smälter in bra med alla de mångfärgade husen omkring.
Dessa garage har även en garageförening. På senare tid har garageföreningen infört laddstationer i garagen för elbilar.

## Drottningens besök

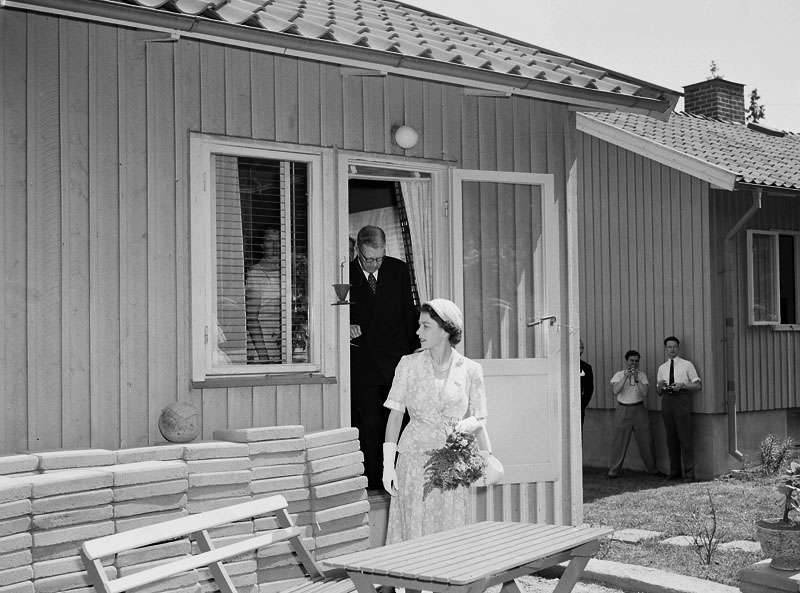
Bild på Elizabeth II och svenske kungen i Norra Ängby.

När drottning Elizabeth var 30 år gammal bad hon om att se ett svenskt bostadsområde samt andra delar av Sverige. År 1956 och mellan datumen 8 och 10 juni kom hon till Stockholm för att bland annat få se en villa på Anundsvägen 49 som då ägdes av familjen Larsson; med henne var Gustaf VI Adolf.